# Гебелер
Гебелер или Хабелер (на турски: Habiller) е село в Източна Тракия, Турция, вилает Одрин.

## География
Селото се намира северно от Хавса.

## История
В XIX век Гебелер е българско село в Одринска кааза на Одринския вилает на Османската империя. Според „Етнография на вилаетите Адрианопол, Монастир и Салоника“, издадена в Константинопол в 1878 година и отразяваща статистиката на населението от 1873 година, Хабелер (Habeler) има 22 домакинства и 92 българи.
Според статистиката на професор Любомир Милетич в 1912 година в селото живеят 25 български патриаршистки семейства или 125 души.